# 特娅·艾内德
特娅·艾内德（德語：Thea Einöder，1951年6月8日—），德国女子赛艇运动员。她曾代表西德参加1976年夏季奥林匹克运动会赛艇比赛，联同埃迪特·埃克鲍尔获得女子双人单桨无舵手铜牌。